# Punapedaliodes flavopunctata
Punapedaliodes flavopunctata är en fjärilsart som beskrevs av Otto Staudinger 1894. Punapedaliodes flavopunctata ingår i släktet Punapedaliodes och familjen praktfjärilar. Inga underarter finns listade.